# Alessandro Bovo
Alessandro Bovo, född 1 januari 1969 i Genua, är en italiensk vattenpolospelare. Han ingick Italiens landslag vid olympiska sommarspelen 1992 och 1996.
I OS-turneringen 1992 tog Italien guld och 1996 brons. Bovo gjorde ett mål i Barcelona och sex mål i Atlanta.
Bovo tog VM-guld 1994 i Rom och EM-guld 1993 i Sheffield samt 1995 i Wien.